# Thiệu Hòa
Thiệu Hòa là một xã thuộc huyện Thiệu Hóa, tỉnh Thanh Hóa, Việt Nam.

## Địa lý
Xã Thiệu Hòa nằm ở phía tây nam huyện Thiệu Hóa, có vị trí địa lý:
- Phía đông giáp thị trấn Hậu Hiền
- Phía tây và phía nam giáp huyện Triệu Sơn
- Phía bắc giáp xã Thiệu Chính.

Xã Thiệu Hòa có diện tích 6,60 km², dân số năm 2022 là 6.512 người, mật độ dân số đạt 986 người/km².

## Hành chính
Xã Thiệu Hòa được chia thành 6 thôn: Dân Ái, Dân Hòa, Thái Dương, Thái Hanh, Thái Hòa, Thái Khang.

## Lịch sử
Vùng đất thuộc xã Thiệu Hòa ngày nay, vào đầu thế kỉ 19 là các thôn xã thuộc tổng Lôi Dương, huyện Lôi Dương, phủ Thiệu Thiên: Thái Khang (đầu thế kỉ 19 là một phần của thôn Cẩm Lý, xã Lỗ Hiền, tổng Lôi Dương, sau năm 1945 đổi thành Thái Khang), Thái Hòa (đầu thế kỉ 19 là một phần của thôn Cẩm Lý), Dân Hòa: tên cũ là Tối Thuần, đầu thế kỉ 19 là thôn Mật), Dân Ái (đầu thế kỉ 19 là thôn Khoái thuộc xã An Khoái, tổng Lôi Dương), Thái Hanh (đầu thế kỉ 19 là thôn A Vi thuộc xã Lỗ Hiền), Thái Dương (trước là thôn Đa Niên thuộc xã Lôi Dương, tổng Lôi Dương).
Năm 1826, huyện Lôi Dương chuyển sang phủ Thọ Xuân.
Đến trước Cách mạng tháng Tám (1945), các thôn xã nói trên chuyển về thuộc huyện Thụy Nguyên, phủ Thiệu Hóa.
Cuối năm 1945, huyện Thụy Nguyên đổi thành huyện Thiệu Hóa.
Năm 1977, xã Thiệu Hòa cùng với các xã phía nam sông Chu của huyện Thiệu Hóa sáp nhập với huyện Đông Sơn thành huyện Đông Thiệu.
Năm 1982, huyện Đông Thiệu đổi tên thành huyện Đông Sơn.
Năm 1996, xã Thiệu Hòa thuộc huyện Thiệu Hóa mới tái lập.